# Zacharias Dahl
Zacharias Dahl, född 31 maj 1765 i Vasa i Österbotten, död 7 december 1842 i Nedertorneå församling, Norrbottens län, var en svensk häradshövding.

## Biografi
Zacharias Dahl var son till vice häradshövdingen Erik Dahl och Maria Bjuhr. Efter akademiska studier vid Kungliga Akademien i Åbo 1781–1784 blev han auskultant vid hovrätten i Vasa och vice häradshövding 1788. Åren 1790–1812 var Dahl auditör vid Västerbottens regemente och år 1800 blev han häradshövding i Västerbottens norra kontrakts domsaga, 1812 i Norrbottens domsaga och 1838 i Norrbottens norra domsaga. Som häradshövding i Norrbotten bodde han på gården Lugnet i Mattila, vilken han köpte 1811 och som efter hans död inköptes av hans efterträdare Carl Erik Stenberg; till 1838 höll Dahl också ting på gården.

### Familj
Dahl var gift första gången med Johanna Elisabeth Brusin, som var dotter till löjtnanten Carl Johan Brusin, och andra gången med Anna Maria Appelgren, vars far Simon Appelgren var kyrkoherde i finska Nedertorneå. Bland Dahls barn märks vice häradshövdingen Zacharias Gustaf Dahl i Piteå, Johanna Gustafva Dahl som var gift med kyrkoherden Pehr Calwagen, Hedvig Sofia Dahl som var gift med komministern Carl Gustaf Wijkström i Hietaniemi, Helena Catharina Dahl som var gift med postmästaren Fredrik Gustaf Clementeoff i Haparanda och Maria Fredrika Dahl som var gift med komministern Jonas Kant i Nederkalix.